# 愛媛県の資格者配置路線
愛媛県の資格者配置路線（えひめけんのしかくしゃはいちろせん）とは、交通誘導警備業務に関し、道路又は交通の状況により、愛媛県公安委員会が道路における危険を防止するため必要と認める路線である。当該路線で交通誘導警備業務を実施するにあたっては、交通誘導警備業務を実施する場所ごとに、交通誘導警備業務1級検定又は2級検定の合格証明書の交付を受けた警備員を1名以上配置しなければならない。

## 告示・施行
- 2006年12月1日：告示　　愛媛県公安委員会告示第1号
- 2007年6月1日：施行

## 路線一覧
|   | 路線名    | 区間                                                          |
| - | --------- | ------------------------------------------------------------- |
| 1 | 国道11号  | 愛媛県の全域                                                  |
| 2 | 国道33号  | 愛媛県の全域                                                  |
| 3 | 国道56号  | 愛媛県の全域                                                  |
| 4 | 国道196号 | 愛媛県の全域                                                  |
| 5 | 国道197号 | 愛媛県の全域                                                  |
| 6 | 国道317号 | 松山市勝山町1丁目19番地4先から今治市波止浜4丁目722番地1先まで |
| 7 | 国道378号 | 愛媛県の全域                                                  |